# Das Lied von der Glocke
Das Lied von der Glocke is een gedicht geschreven door de Duitse dichter Friedrich Schiller. Het behoort tot het ijzeren repertoire der Duitse dichtkunst. Tot in de jaren 50 van de 20e eeuw was het vaste leerstof op Duitse scholen; soms moesten daar alle 426 regels uit het hoofd geleerd worden.
In zijn jeugd bezocht Schiller vaak de klokkengieterij van zijn schoolvriend Georg Friderich Neubert, in 1788 die van Johann Mayer in Rudolstadt en vatte hij het plan op om een Glockengiesserlied te schrijven. Maar het bleef toen bij een plan dat hij eerst in 1797 weer oppakte en twee jaar later voltooide.

## Thematiek
In het gedicht zijn twee thema's verwerkt. Het ene is een vrij getrouwe beschrijving van het procedé van het gieten van klokken; het andere de levensloop van de mens van doop tot overlijden. Aan het tweede thema zijn maatschappelijke en politieke beschouwingen toegevoegd; Schiller was geschrokken van de uitwassen van de Franse Revolutie hetgeen hem tot tamelijk conservatieve ideeën had gebracht.
Sommige regels van het gedicht zijn tot spreuken in het Duitse taalgebied geworden zoals
- Die Wahn ist kurz, die Reu ist lang. - De waan duurt kort, het berouw duurt lang.
- Er zählt die Häupter seiner Lieben. - Hij telt de hoofden van zijn dierbaren.
- Da werden Weiber zu Hyänen. - Daar veranderen vrouwen in hyena's.

## Muziek
Het gedicht heeft verschillende componisten geïnspireerd. Zo schreven Andreas Romberg en Max Bruch op deze tekst een oratorium, evenals Vincent d'Indy, die zelf een Franse vertaling maakte (Le chant de la cloche).

## Beeldende kunst
De Nederlandse kunstenaar Dick Ket gebruikte een zinsnede uit dit gedicht in zijn Zelfportet met baret uit 1933.